# RNAV

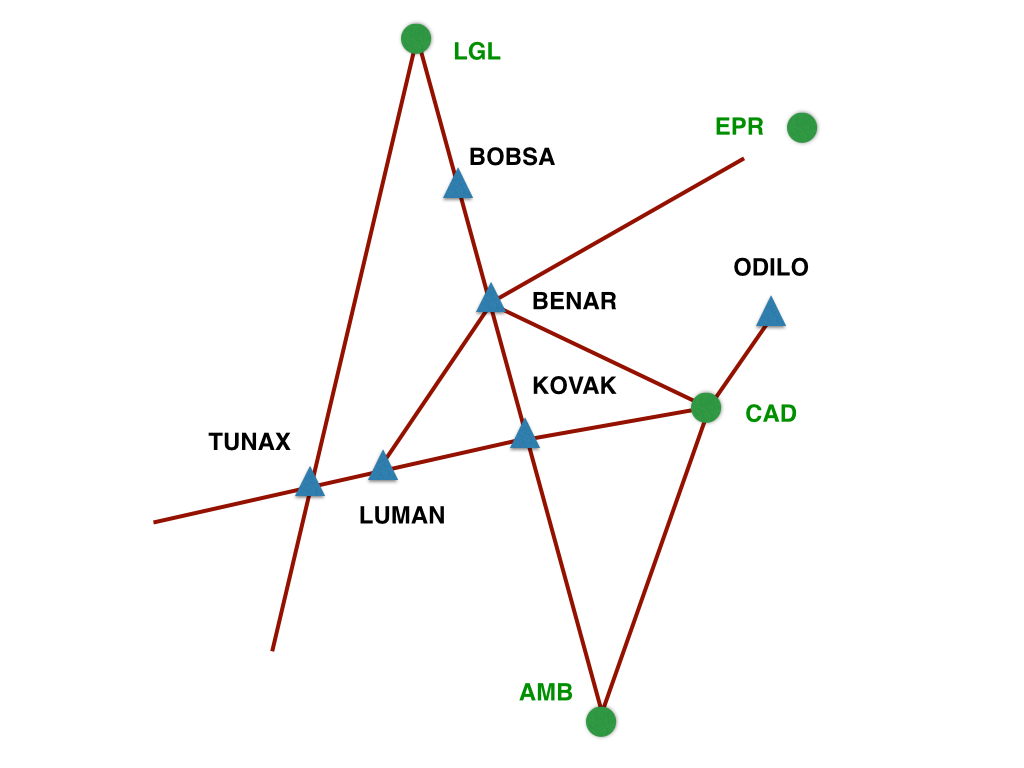
Rutas RNAV al suroeste de París (aeropuertos de Orly, Toussus-le-Noble, Villacoublay)

Navegación de área (area navigation en inglés), es un método de navegación aérea por reglas de vuelo instrumental (IFR, Instrumental Flight Rules en inglés) que permite a un avión elegir cualquier rumbo dentro de la cobertura de las ayudas en tierra, en lugar de volar directamente de una radio ayuda a otra. Este método permite conservar las distancias de vuelo, reducir tráfico y volar a aeropuertos sin radio ayudas. La Navegación de área es conocida como ‘navegación aleatoria’ (Random NAVigation en inglés), de ahí el acrónimo RNAV.
RNAV puede ser definida como un método de navegación que permite a los aviones operar en cualquier rumbo deseado dentro de la cobertura de las radio ayudas o dentro de los límites de un sistema capaz de auto contenerse, o combinando ambas.
RNAV fue desarrollada en los años 60, en Estados Unidos, y la primera ruta de este tipo fue publicada en la década de los 70. En enero de 1983, la Administración Federal de Aviación anuló todas las rutas RNAV en los Estados Unidos contiguos para demostrar que los aviones estaban usando sistemas de navegación inercial antes que radio ayudas terrestres, estos resultados perjudicaron al uso de los sistemas RNAV debido al coste. Este sistema (RNAV) fue reimplantado después de la introducción a gran escala de los satélites de navegación.

## Antecedentes
El continuo desarrollo de la aviación aumentó la necesidad de maximizar el uso del espacio aéreo.  Las mejoras en eficiencia operacional derivaron de la aplicación de técnicas de navegación aérea, que surgieron en el desarrollo de aplicaciones de navegación en varias regiones del mundo y para todas las fases del vuelo. Estas aplicaciones podían tener un gran margen de mejora en tareas tales como la guía en operaciones de movimiento en tierra.
Los requisitos para maniobras de navegación en rutas específicas o dentro de un espacio aéreo específico deben ser definidos de una forma clara y concisa. Así la tripulación y los controladores determinan con seguridad si las capacidades del sistema permiten obtener una performance apropiada a los requisitos de dicho espacio aéreo.
Los sistemas RNAV se desarrollan de una forma similar a las rutas en tierra convencionales y sus predecesores. Un sistema RNAV específico era identificado y su performance era evaluada a través de una combinación de análisis y test de vuelos. Para operaciones en tierra, el sistema inicial usaba radiofaro omnidireccional VHF de muy alta frecuencia (VOR del inglés Very high frequency Omnidirectional Range) y equipo medidor de distancia (DME del inglés Distance Measuring Equipment) para estimar la posición; para operaciones en el océano, empleaba sistemas de navegación inercial (INS del inglés Inertial Navigation System). El espacio aéreo y la norma MOCA (altitud mínima libre de obstáculos, del inglés Minimum Obstacle Clearance Altitude) fueron desarrollados basándose en las limitaciones del equipo disponible y las especificaciones para los requisitos se basaron en la capacidad tecnológica disponible. Estos requisitos resultaron del retraso en introducir las nuevas capacidades del sistema RNAV y los altos costos del mantenimiento para su certificación. Para evitar estos requisitos, se introdujo un método alternativo para definir los requerimientos de equipamiento. Este método habilita la especificación de los requisitos de performance, independientemente de las capacidades disponibles del equipo y definido en la PBN (navegación basada en la performance del inglés performance-based navigation). Por consiguiente, RNAV es ahora una de las técnicas de navegación PBN; actualmente la única otra es RNP (Performance Requerida en Navegación del inglés required navigation performance).
Los sistemas RNAV y RNP son bastante similares, la diferencia está en los requisitos de performance monitorizada de a bordo y alerta. Una especificación de navegación que incluye un requisito de performance monitorizada de a bordo y alerta hace referencia al sistema RNP. Uno que no lo tiene hace, referencia al sistema RNAV.

Como resultado de diversas decisiones hechas en la industria de los años 90, la mayoría de los sistemas RNAV modernos dan ayudas monitorizadas de a bordo y alerta, por lo que se confunden con los RNP.
Muchos sistemas RNAV, mientras ofrecen precisión muy alta y poseen muchas de las funciones propias de los RNP, no son capaces de dar seguridad en su performance. Teniendo esto en cuenta, el sistema RNAV es preferible salvo que los requisitos del espacio aéreo necesiten el uso de sistemas RNP. Muchos nuevos sistemas además de tener los requisitos de navegación actuales continuaran precisando sistemas RNAV antes que RNP. Se espera que las operaciones RNAV y las RNP coexistan durante años.
Sin embargo, los sistemas RNP son mejores respecto a la fiabilidad de su performance, permitiendo usar rutas más próximas entre sí con suficiente fiabilidad para que los sistemas RNP sean usados solos. El uso de sistemas RNP puede, por lo tanto, ofrecer beneficios de eficiencia,  de operación y de seguridad. Mientras que la utilidad de RNAV y RNP coexistan durante años, se espera que haya una transición gradual al uso de sistemas RNP.

## Requisitos de funcionabilidad
Las especificaciones RNAV incluyen requisitos para ciertos usos de navegación. Estos requisitos incluyen:
1. Indicaciones continuas de la posición relativa del avión respecto al curso para mostrar la trayectoria en una pantalla de navegación situada en el primer campo de visión del piloto.
2. Mostrar la distancia y el rumbo al waypoint activo.
3. Mostrar la velocidad respecto a tierra o tiempo para llegar al waypoint.
4. Funciones de base de dato sobre la navegación

() 8506

## Componentes erróneos de navegación y alerta

### Navegación lateral
La incapacidad para conseguir la precisión de LNAV (navegación lateral) necesaria puede ser debido a errores de navegación relacionados con el curso y el posicionamiento. Los tres errores principal son PDE (error de definición de ruta, del inglés Path Definition Error), FTE (error técnico de vuelo, del inglés Flight Technical Error) y NSE (error del sistema navegación, del inglés Navigation System Error). Se asume que la distribución de estos errores es independiente, gaussiana y centrada en cero. Por lo tanto, la distribución del error total también es gaussiana con una desviación igual a la raíz de la suma de los cuadrados de la desviación de cada error.
El error PDE ocurre cuando la ruta definida en el sistema RNAV no se corresponde con la ruta deseada. El uso de un sistema RNAV para navegación presupone que la ruta definida ya ha sido precargada en la base de datos. Una ruta coherente y repetible no puede ser definida para una curva que permita giros de reconocimientos hacia un waypoint, porque la proximidad al waypoint y el vector de viento no pueden ser repetidos; tampoco se puede definir para solicitar un paso elevado sobre un waypoint, porque el viento no se puede repetir; ni para cuando el avión alcanza la altitud deseada (porque la altitud deseada es dependiente del empuje del motor y del peso del avión). En estos casos, la base de datos contiene la ruta deseada de un punto a otro, pero no puede informar cuando el sistema RNAV está definido en un vuelo de reconocimiento o en paso elevado y funcionando en una maniobra. Un error PDE significativo y FTE no puede ser establecido sin definir la ruta, resultando variable en el giro. Un camino repetible y determinado no puede ser definido para rutas basadas en el rumbo y resultando una trayectoria irregular admitida para la ruta diseñada.
El error FTE cuenta con que la tripulación o las habilidades del piloto automático siguen el rumbo definido, teniendo en cuenta cualquier tipo de error. El error FTE puede ser controlado por el piloto automático o la tripulación,  el alcance que esos procedimientos necesitan para ser ayudados depende del tipo de fase de vuelo y del tipo de operación. Estas ayudas monitorizadas pueden ser dadas por un mapa en pantalla.
El error NSE se refiere a la diferencia entre la posición estimada del avión y la posición actual.

### Navegación vertical
Las actuaciones longitudinales implican navegación en contra de una posición a lo largo de un rumbo (p.e. control 4D). Sin embargo, en la actualidad, no hay especificaciones requeridas en el control 4D, ni hay error FTE en el eje longitudinal. Las especificaciones actuales de navegación definen requisitos de precisión a lo largo del rumbo, en los que se incluye NSE y PDE. El error PDE es considerado insignificante. La precisión a lo largo del rumbo afecta a los informes y a los procedimientos de diseño.

## Designación
Un sistema RNAV es designado como RNAV X, por ejemplo RNAV 1. La X se refiere a la precisión en millas náuticas de navegación lateral, que se espera alcanzar al menos durante el 95% del tiempo de vuelo por la tripulación dentro del espacio aéreo, ruta o método.
No hay especificación RNAV sobre la aproximación.

## Plan de vuelo
Las notificaciones automáticas de certificación de un avión para operar en una ruta con servicio de tránsito aéreo, o en procedimientos o en el espacio aéreo, son dadas por el control de tráfico aéreo.  Los procedimientos para hacer el plan de vuelo están especificados en documentos de la ICAO.